# Leonurus kuprijanoviae
Leonurus kuprijanoviae là một loài thực vật có hoa trong họ Hoa môi. Loài này được Krestovsk. mô tả khoa học đầu tiên năm 1988.